# Aero Commander (avion)
Pour les articles homonymes, voir Aero Commander.
Aero Commander est le nom générique d'une lignée de bimoteurs d'affaires américains développés par Ted R. Smith (en) (1906-1976) et construits de 1948 à 1985 par la société Aero Commander puis par deux autres constructeurs américains ayant repris cette entreprise.

## Le premier bimoteur d'affaires
Dès 1944 Ted R. Smith (en) envisageait le marché civil de l'Après-Guerre. Il remarqua que les compagnies aériennes manquaient de flexibilité et que les hommes d’affaires partaient ou se rendaient dans des lieux éloignés des aéroports desservis par les lignes régulières. Il devait donc y avoir un marché pour une aviation privée offrant le confort et la sécurité que l’on pouvait attendre de l’aviation commerciale. La firme Douglas qui l'employait comme chef de projet, ne s’intéressant pas au concept, Ted Smith fonda en décembre 1944 à Culver City, Californie, Aero Engineering Co. Assisté de 14 autres employés de Douglas, il lançait le 21 décembre 1944 les premières études.
En juillet 1946 les grandes lignes du futur avion (relativement proche de celles du DB-7 dont il avait conduit le développement) étaient établies et la réalisation de l’outillage destiné à la construction d’un prototype commença. Les associés de Ted R. Smith étant encore employés chez Douglas, cette construction s’effectua sur leur temps libre et ils furent rémunérés en parts du capital d’Aero Engineering Co. Il faudra 52 000 heures de travail (dont 32 000 d’études) et 175 000 U$ pour réaliser le prototype Model L-3805 qui effectua son premier vol le 23 avril 1948. Les performances de l’appareil se révélèrent conformes aux attentes.
Ce premier pas accompli, il fallait trouver des soutiens industriels et financiers pour supporter une production de série. Or peu de gens comprenaient alors l’utilité de ce type d’appareil, dont le marché restait à créer. Heureusement George Pew, ingénieur et pilote de Philadelphie, puis les frères Rufe et William Amis d’Oklahoma City apportèrent un soutien financier nécessaire à la conduite des essais en vol. Mieux, les frères Amis parvinrent à amener d’autres habitants d’Oklahoma City à investir dans le projet et la certification CAA (6A1) put être ainsi obtenue le 30 juin 1950.
George Pew et les frères Amis ayant décidé de financer le lancement de la production, la société fut réorganisée en septembre 1950. Devenue Aero Design and Engineering Company, elle s’installa à Bethany, près d’Oklahoma City, dans un hangar de 2 300 m2 loué sur Tulakes Airport (en) (Aujourd’hui Wiley Post Airport).

## D'abord des avions à pistons
Le premier Aero Commander 520 de série quittait la chaine de montage le 25 août 1951. Il effectuait son premier vol deux jours plus tard. La certification 6A1 fut obtenue le 30 janvier 1952 et le 5 février 1952 on enregistrait la première livraison, avec la remise du no 2 au journal Chicago Tribune. 150 exemplaires furent construits jusqu’en 1954, puis le Model 520 laissa la place sur les chaines au Model 560 dont 345 exemplaires furent construits. Fin 1955 sortaient les premiers Aero Commander 680, version à moteur compressé permettant un vol à plus haute altitude dont 700 exemplaires furent construits. En 1958 apparut le Model 500, version économique du 560 dont 789 exemplaires sortiront d’usine, et en 1962 la version allongée Aero Commander 680FL Grand Commander. En 1955 l’Aéro Commander fut jugé assez sûr par l’USAF pour qu’il soit retenu pour les déplacements du Président Dwight D. Eisenhower. L’Air Force commanda donc deux Aero Commander 680 qui furent affectés aux besoins de la Maison Blanche sous la désignation L-26C (et reçurent donc quelquefois le code d'Air Force One attribué depuis 1953 à tout avion de l'US Air Force à bord duquel se trouve le Président américain).
Début 1958 sortit le Model 720 AltiCruiser, premier avion d’affaires pressurisé au monde. Aero Design and Engineering Company devenait en octobre 1960 Aero Commander Inc, une filiale de Rockwell Standard. Les capacités financières du groupe Rockwell eurent un impact bénéfique sur la gamme : adoption de moteurs à injection, adoption de nouvelles nacelles-moteurs, mieux profilées. Les nouveaux modèles sont commercialisés à partir du 1er mars 1960 : Aero Commander 500A, 500B, 560F et 680F.

## Puis turbopropulsés
Au début des années 1960 l’Aero Commander était un avion d’affaires populaire mais aux performances un peu limitées et le Lycoming GSO-480 n’avait pas une grande réputation de fiabilité. Or Beech Aircraft venait de mettre sur le marché le King Air équipé de turbines à hélices Pratt & Whitney Canada PT6A. Aero Commander va réagir un peu tard en adaptant le tout nouveau turbomoteur Garrett AirResearch TPE-331 sur le Grand Commander, pour réaliser le Model 680T Turbo Commander, qui effectua ses premiers vols en décembre 1964.
Début 1965 Aero Commander Inc se transforma en Division Aero Commander de Rockwell Standard Corp pour faire face à un besoin rapide d'argent afin de mettre en production le Turbo Commander, alors qu'arrivaient sur le marché de nouveaux concurrents: la nouvelle gamme de bimoteurs Cessna et le Piper Navajo.
North American Aviation et Rockwell International fusionnent donc en 1967 pour former North American Rockwell, et la Division Aero Commander se transforma en Division Aviation Générale de North American Rockwell.

## Rockwell Commander puis Gulfstream Jetprop
En 1973 North American Rockwell (dirigée par Willard Rockwell Sr) et Rockwell Manufacturing Company (dirigée par Willard Rockwell Jr) fusionnèrent pour former Rockwell International. Avec le décès de Willard Rockwell Sr (90 ans!) en 1978 puis le départ de son fils Willard Jr l’année suivante, Rockwell International allait se séparer rapidement de toute activité aéronautique, se recentrant sur ses activités de fournitures industrielles et d’automation. Fin 1980 Rockwell International céda à Gulfstream American sa Division Aviation Générale. En 1982 les États-Unis furent frappés par la récession économique, qui frappa de plein fouet l’industrie de l’aviation générale. Après avoir développé une ultime version du bimoteur d’affaires, le Commander Jetprop 1000, Gulfstream cessa la production des Twin Commander en 1985. Les droits furent alors vendus à Twin Commander Aircraft Corporation, qui développa le programme Renaissance Commander : Les appareils anciens sont démontés, er reconstruits avec de nombreux éléments nouveaux. Un marché lucratif dans les années 1990, l’Aero Commander conservant une belle cote de popularité. Twin Commander a également développé des kits permettant de remotoriser les appareils plus anciens avec des TPE331-10.

## Tous les modèles

### Aero Engineering L- 3805
Prototype, un seul exemplaire construit [NX/N1946], qui effectua son premier vol le 23 avril 1948. C’est un monoplan monomoteur à aile haute de construction métallique à train tricycle escamotable doté d’un fuselage à structure semi-monocoque et entraîné par deux moteurs 6 cylindres à plat Lycoming O-435-A de 190 ch.. Certifié le 30 juin 1950 (6A1) à la masse maximale de 2 085 kg, cet avion pouvait transporter 1 pilote et 5 passagers. Le 9 mai 1951 le prototype décollait à pleine charge d’Oklahoma City sans son hélice gauche pour un vol sans escale jusqu’à Washington, DC. Une preuve spectaculaire de la fiabilité de l’avion largement relayée par la presse de l’époque. Cet appareil est aujourd’hui exposé en statique devant l’usine Aero Commander de Bethany.

### Aero Commander 520
Certifié le 31 janvier 1952, c’est le premier modèle de série. Très proche du prototype, il était entrainé par des Lycoming GO-435-C2B de 260 ch, la masse maximale passant à 2 500 kg, puis 2 580 kg en 1954. Le nombre de sièges était fixé à 7 (pilote compris) avec un fuselage allongé de 70 cm. La production fut lancée fin 1951 et 150 exemplaires furent construits jusqu’en 1954. Cet avion était vendu 45 000 U$ en 1951, 66 000 U$ en 1954. Trois exemplaires furent achetés par l'US Army comme YL-26-AD [52-6217/6219] pour évaluation et rebaptisés YU-9A-AD en 1962.

### Aero Commander 560
Certifié le 28 mai 1954, se distinguait du Model 520 par des moteurs Lycoming GO-480-B de 295 ch permettant de porter la masse maximale à 2 720 kg. C’était le premier modèle à recevoir une dérive en flèche. L’aile, le train et le fuselage faisaient également l’objet de modifications de structure. 80 exemplaires construits, dont un livré à l'US Army comme L-26A [55-3815]. (On a prétendu cet avion destiné à Air America, mais il s'est écrasé le 10 juillet 1955 en Pennsylvanie)	

#### Aero Commander 560A
Similaire au Model 560, le 560A était équipé de moteurs Lycoming GO-480-C1B6 dans des nacelles-moteur redessinées, d’un fuselage allongé de 25 cm et d’un nouveau train d’atterrissage. Ce modèle a été certifié le 1er juillet 1955. En 1956 les moteurs ont été remplacés par des Lycoming GO-480-G1B6. 99 exemplaires construits, dont 13 L-26B pour l'USAF [55-4634/55-4646] devenus U-4A en 1962 et un L-26B [57-1791] pour l'US Army, rebaptisé U-9B en 1962.

#### Aero Commander 560E
Certifié le 21 février 1957, c'était un Model 560A dont la voilure était allongée de 81 cm par des extensions en bout d’aile, la masse autorisée passant à 2 945 kg. Moteurs Lycoming GO-480-G1B6. 93 exemplaires construits.

##### Aero Commander 360
Appareil expérimental, un seul exemplaire, version allégée du Model 560E.

#### Aero Commander 560F
Certifié le 8 février 1961, ce modèle correspondait à l'Aero Commander 680F (donc une voilure calculée pour une masse maximale de 3 625 kg) mais avec des moteurs Lycoming IGO-540-B1A et une masse maximale au décollage réduite à 3 400 kg.

### Aero Commander 500
Version bas de gamme économique, ce nouveau modèle certifié le 24 juillet 1958 est en fait un Aero Commander 560E remotorisé avec des Lycoming O-540-A1A6 (puis –A2B) développant 230 ch à 2 575 tr/min. Les seules modifications portaient sur les nacelles-moteur et le train d’atterrissage. Certifié le 24 juillet 1958 (6A1) à la masse maximale de 2 720 kg pour 6 passagers, pilote compris, bien que la cellule soit calculée pour 3 400 kg.

#### Aero Commander 500A
Certifiée le 7 avril 1960, cette nouvelle version du Model 500 adoptait des moteurs à injection Continental IO-470-M, entrainant des modifications de structure et de dessin des nacelles. Le circuit hydraulique et le train d’atterrissage subissaient également quelques modifications. Cette version était autorisée à 2 830 kg. Premier avion produit par Aero Commander Inc, dont 99 exemplaires furent construits.

#### Aero Commander 500 B
Version du Model 500A à moteur Lycoming IO-540-B1A5, autorisé à la masse au décollage de 3 060 kg et certifié le 13 juillet 1960. 217 exemplaires construits.

#### Aero Commander 500U
Le 11 décembre 1964 le Model 500B fut certifié (en catégorie Utility grâce à l’adoption de la voilure des Aero Commander 680F ou 560F autorisant une masse au décollage à 3 625 kg.
Un Aero Commander 500 U , immatriculé PT-DDO apparaît dans le film Le Jaguar. Il est piloté par le personnage dénommé Kumaré, chef indien d'Amazonie. Construit en 1967 sous le numéro de série 1726-29, il est d'abord immatriculé aux États-Unis d'Amérique sous le numéro N4950E. Il est ensuite vendu au Brésil où l'identifiant PT-DDO lui est attribué. Après avoir été à l'abandon sur la piste de l'aéroclub de Flores de Manaus , il est restauré en 2021, il est toujours basé à Manaus.

#### Rockwell 500S Shrike Commander
Version d’affaire du Model 500U, dont il ne se distinguait que par l’aménagement de la cabine, équipée d’un nouveau système de chauffage. La capacité de la souge à bagages était portée de 160 à 225 kg et la porte d’accès au poste de pilotage distincte de celle de cabine, proposée en option depuis 1960, était standardisée sur ce modèle qui fut certifié le 15 mars 1968. C’est le dernier Aero Commander à avoir été maintenu en production, la fabrication ne cessant qu’en 1980. 56 Aero Commander 500U et S furent construits.

### Aero Commander 680

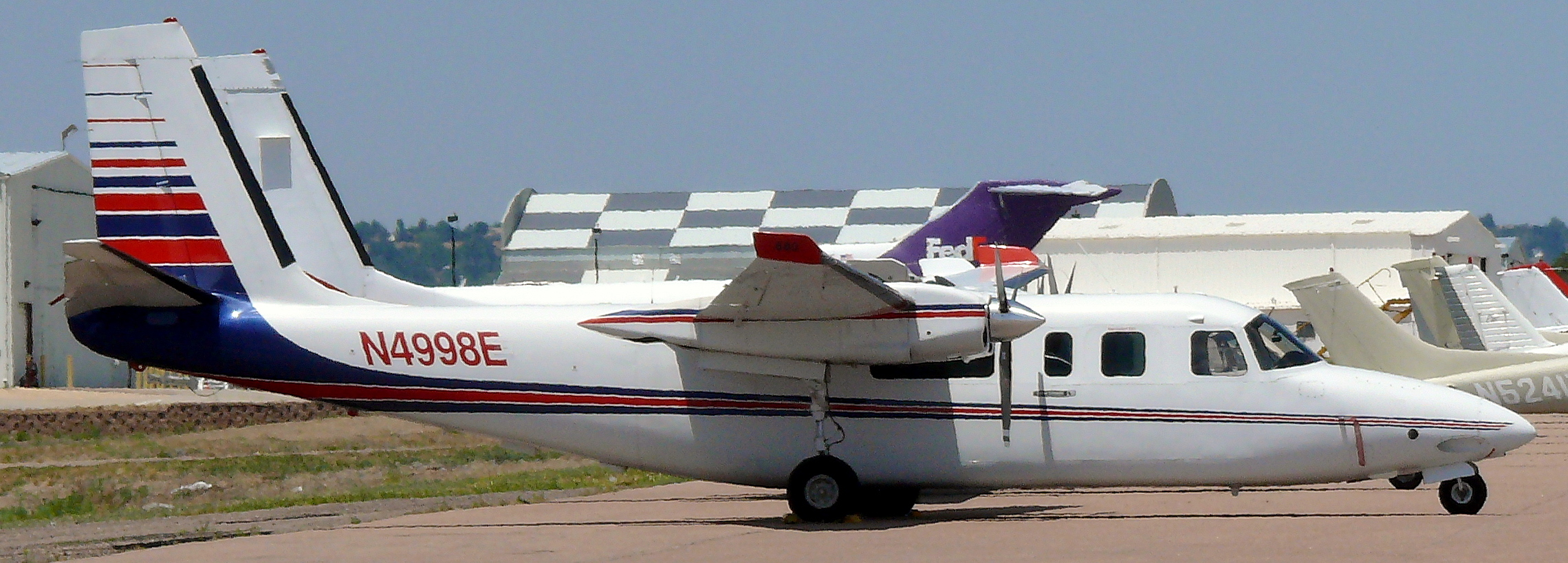
Aerocommander 680

Une nouvelle certification (2A4) fut délivrée le 14 décembre 1955 à cet Aero Commander 560A équipé de moteurs compressés Lycoming GSO-480-A1A6 (-B1A6 à partir de 1957) dont la masse maximale autorisée était de 3 170 kg. 254 exemplaires furent construits, dont 2 L-26C [55-4647/4648] pour l'USAF et destinés aux déplacements présidentiels de courtes distances. Le L-26C (U-9C à partir de 1962) a été tout à la fois le plus petit 'Air Force One' et le premier avion à recevoir la livrée blanc et bleue devenue depuis familière. Le Président Dwight D. Eisenhower effectua son premier déplacement sur cet avion le 3 juin 1955. L'Air Force acheta 4 appareils supplémentaires [56-4023/4026] pour les déplacements de généraux et l'US Army prit en compte 4 RL-26D [57-6183/6184 et 58-5512/5513] équipés de radars à visée latérale [SLAR]. Rebaptisés RU-9D en 1962, deux étant transférés à l'US Navy. L'US Army acheta également comme NL-26D/NU-9D un appareil civil [N6856S/57-6531].

#### Aero Commander 680E
Le Model 680 fut autorisé (2A4) au décollage à 3 400 kg à partir du 19 juin 1958. 100 exemplaires construits.

##### Aero Commander 720 AltiCruizer
Version pressurisée du Model 680E, certifiée le 5 décembre 1958 (2A4). C’est le premier avion pressurisé non commercial à avoir été certifié. 13 exemplaires seulement construits (183 750 U$). 2 Lycoming GSO-480B-1A6 de 3540 ch.

#### Aero Commander 680F
Premier modèle de la gamme Aero Commander 680 à recevoir des moteurs à injection, ce qui entrainait comme pour le Model 500A un nouveau dessin des nacelles et une modification du train d’atterrissage. Cette version fut certifiée le 23 août 1960 avec une masse maximale au décollage de 3 625 kg et des Lycoming IGSO-540-B1A. 126 exemplaires construits.

#### Aero Comander 680FP
Version pressurisée du précédent apparue en 1961. 26 exemplaires construits.

#### Aero Commander 680FL Grand Commander
Le fuselage du Model 680F était allongé par une section de 1,12 m en avant du longeron principal d’aile et une section de 76 cm en arrière. L’empennage horizontal était également agrandi portant l'envergure à 15 et sa longueur à 12,5 m. Cette version dont le premier vol remonte au 29 décembre 1962 fut certifiée le 24 mai 1963 à une masse à vide de 2 800 kg et une masse maximale au décollage de 3 200 kg, masse maximale portée à 3 855 kg en 1964. 157 exemplaires construits jusqu’en 1969 dont 3 pour l'Institut géographique national, la désignation Grand Commander étant adoptée en 1965. Il est plus économique et a des performances moindres que le 690A. Avec ses deux moteurs Lycoming IGC0540 BLA de 380 ch, son autonomie est de 5 heures avec 800 litres de carburant, sa vitesse de croisière de 280 km/h, son plafond maximum est de 8 000 m et son plafond pratique de 4 500 m.

#### Aero Commander 680FLP Pressurized Grand Commander
Version pressurisée du 680FL Grand Commander certifiée le 8 octobre 1964. 37 exemplaires construits, rebaptisés Courser Commander en 1967.

#### Aero Commander 680T Turbo Commander
Version turbopropulsée du 680FL Grand Commander qui effectua son premier vol le 31 décembre 1964 et fut certifiée le 15 mai 1965 avec des Garrett AiResearch TPE331-29A de 575 ch et une masse maximale au décollage de 3 850 kg. La cellule était identique au Model 680FL, mais en 1966 ce modèle fut recertifié à 4 050 kg avec des TPE331-43, de nouvelles hélices, des modifications de structure et la suppression des extensions de voilure. 56 exemplaires construits

#### Aero Commander 680V Turbo Commander
Évolution du Model 680T avec une masse maximale au décollage de 4 260 kg, entrainant un renforcement général de la structure de l’appareil. En outre l’insonorisation de cabine était renforcée, les portes du train d’atterrissage modifiées, ainsi que le dessin des vitres de cabine et de la pointe avant. Ce modèle fut certifié le 13 juin 1967. 36 exemplaires construits.

#### Rockwell 680W Turbo II Commander
Certifié le 5 février 1968, c’est un 680W avec des turbopropulseurs TPE331-43BL de 605 ch, un vitrage de cabine plus important et un radar météo. Devenu ensuite Hawk Commander, il fut construit à 46 exemplaires.

#### Rockwell 681 Turbo Commander
Cette nouvelle version du Model 680W certifiée le 20 mars 1969 se distinguait par un nouveau système de pressurisation par prélèvement d’air sur un des turbopropulseurs, le précédent système étant hydraulique. Brièvement commercialisé comme Hawk Commander, il a été construit à 72 exemplaires.

#### Rockwell 690 Turbo Commander
Évolution du Model 681 dont le premier vol remonte au 3 mars 1969, certifiée le 19 juillet 1971 avec des TPE331-5-251K à la masse maximale de 4 465 kg. La voilure était allongée de 76 cm par agrandissement de la section centrale, la capacité du compartiment à bagages était portée à 270 kg et la gouverne de direction agrandie. 541 Model 690 (tous modèles confondus) ont été construits.

##### Rockwell 685 Commander
Certifié le 17 septembre 1971, c’est un Rockwell 690 équipé de moteurs à piston Continental GTSIO-520 avec hélices Hartzell non réversibles tripales à vitesse constante. La masse maximale autorisée était limitée à 4 075 kg. 66 exemplaires construits.

#### Rockwell 690A Turbo Commander
Ce modèle se distinguait du Rockwell 690 par une augmentation du différentiel de pressurisation (de 4,2 à 5,25) permettant de relever l’altitude maximale de croisière de 7 620 m à 9 450 m, le dégivrage du pare-brise, de l’aile et de l’empennage étant donc standardisé. Certifié le 25 avril 1973, le Model 690A se distingue extérieurement des versions précédentes par une dérive agrandie et un cône arrière de fuselage plus long.

#### Rockwell 690B Turbo Commander
Légère modernisation du Model 690A certifiée le 5 octobre 1976 avec des masses opérationnelles maximales plus importantes et un réaménagement de la cabine permettant l’emport de 10 passagers.

#### Rockwell 690C Turbo Commander
Sérieuse refonte du Model 690B qui fut certifiée le 7 septembre 1979 : TPE331-5-254K entrainant des hélices Dowty Rotol, voilure allongée par des saumons additionnels de 76 cm, masse à vide équipé abaissée de 3965 à 3 835 kg, nombre de sièges portés de 10 à 11, réservoirs structuraux à l’extérieur des nacelles-moteur, la capacité de carburant passant de 1400 à 1 555 litres, nouveau dessin des nacelles-moteur, volume du compartiment bagages agrandi, …

#### Rockwell 690D Turbo Commander
Refonte du Model 690C pour opérer à des masses plus élevées et à plus haute altitude, avec en prime un léger relifting du fuselage. Certifié le 2 décembre 1981.

### Rockwell 695
Model 690C équipe de TPE331-10-501K certifié le 1er novembre 1979.

#### Rockwell 695A
Certifié le 30 avril 1981 c’est un Model 690D équipé de TPE331-10-501K.

#### Rockwell 695B
Le 15 février 1984 est certifié un Model 695A avec des TPE331-10-511K dont la masse maximale autorisée passe de 5095 à 5 345 kg grâce à de nouveaux renforts de structure.

### Gulfstream Jetprop 840
Apparu en 1979, au moment du rachat de la division Aviation Générale de Rockwell par Gulfstream, c’est un Rockwell 690 équipé de TPE331-5 de 840 ch. 136 construits.

### Gulfstream Jetprop 900
Identique au Jetprop 840, mais bénéficiant de l’intérieur réaménagé du Jetprop 1000. 42 construits.

### Gulfstream Jetprop 980
Développé parallèlement au Jetprop 840, mais avec des TPE331-10 de 980 ch. 84 construits.

### Gulfstream Jetprop 1000
Réaménagement intérieur du Jetprop 980 pour pouvoir transporter jusqu’à 10 passagers. 107 exemplaires construits.

### Gulfstream Jetprop 1200
1 prototype.